# Ким Гванджин
Ким Гванджин (кор. 김관진 , родился 27 августа 1949 года в уезде Имсиль, пров. Чолла-Пукто, Республика Корея) — военный и государственный деятель Республики Корея, министр обороны Республики Корея в 2010—2014 годах. Он окончил Сеульскую высшую школу в 1967 г. и Военную академию Республики Корея в 1972 г.. Служил в армии Республики Корея с 1972 г. по 2008 г. С 4 декабря 2010 г. — 43-й министр обороны Республики Корея. В июне 2014 г. переведен с должности министра обороны на должность советника президента по вопросам нац. безопасности. Его преемником стал Хан Мингу.